# 2-й флот (США)

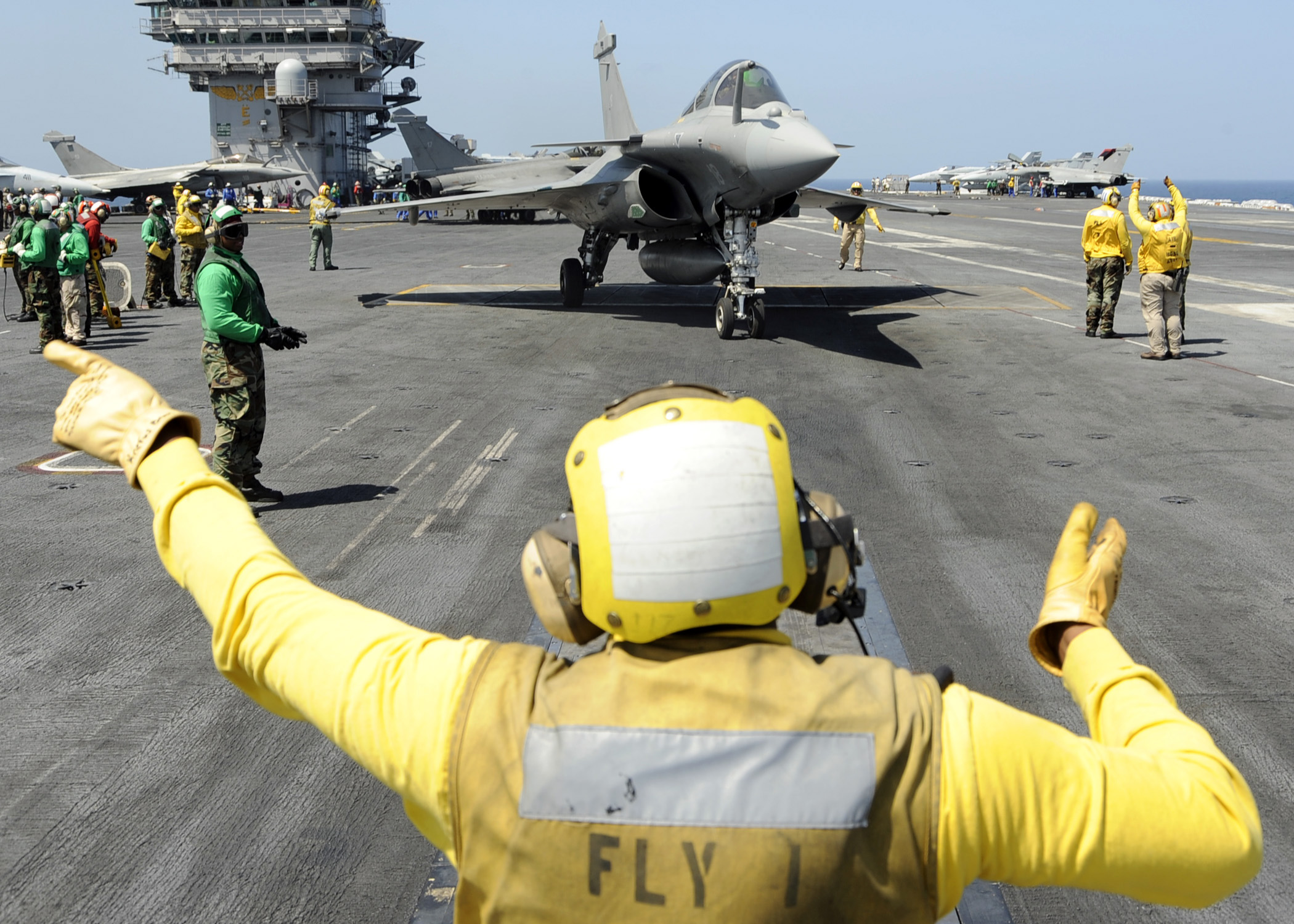
«Dassault Rafale» на борту «USS Theodore Roosevelt» (20 липня 2008)

Другий флот — оперативний флот ВМС США, в зону відповідальності якого входила західна частина Атлантичного океану, морська зона, прилегла до Атлантичного узбережжя США (виключаючи штати карибського басейну і штат Флориду).
Адміністративний центр флоту — військово-морська база Норфолк. Найбільшими місцями базування флоту були військово-морські бази Норфолк, Літл-Крік, а також база підводних човнів стратегічного призначення на Атлантичному океані Кінгс-Бей.
Створений в 1950, розформований в 2011 році, церемонія розформування пройшла 30 вересня на військово-морській базі Норфолк. У травні 2018 з'явилась інформація про відновлення флоту через загрозу з Росії. 4 травня 2018 року флот було відновлено.

## Чинний склад флоту
За вийнятком штабу і відділів забезпечення, оперативні флоти постійного складу не мають. Сили і засоби виділяються до їхнього складу наказом Оперативного Штабу ВМС за потреби.
Дані на 12 жовтня 2008 р.

### Норфолк

#### Крейсери УРО
- CG 55 Leyte Gulf
- CG 56 San Jacinto
- CG 60 Normandy
- CG 61 Monterey
- CG 68 Anzio
- CG 72 Vella Gulf

#### Авіаносці атомні
- USS Enterprise (CVN-65) (списаний 1 грудня 2012 року)
- CVN 69 Dwight D. Eisenhower
- CVN 71 Theodore Roosevelt
- CVN 73 George Washington
- CVN 75 Harry S. Truman

#### Есмінці КРЗ
- DDG 51 Arleigh Burke
- DDG 52 Barry
- DDG 55 Stout
- DDG 57 Mitscher
- DDG 58 Laboon
- DDG 61 Ramage
- DDG 66 Gonzalez
- DDG 67 Cole
- DDG 71 Ross
- DDG 72 Mahan
- DDG 74 McFaul
- DDG 75 Donald Cook
- DDG 78 Porter
- DDG 79 Oscar Austin
- DDG 81 Winston S. Churchill
- DDG 84 Bulkeley
- DDG 87 Mason
- DDG 94 Nitze
- DDG 95 James E. Williams
- DDG 96 Bainbridge
- DDG 98 Forrest Sherman

#### Фрегати КРЗ
- FFG 47 NICHOLAS
- FFG 52 CARR
- FFG 53 Hawes
- FFG 55 ELROD
- FFG 59 KAUFFMAN

#### Десантно-вертольотні суда
- LHA 4 NASSAU
- LHD 1 WASP
- USS Kearsarge (LHD-3)
- USS Bataan (LHD-5)
- USS Iwo Jima (LHD-7)
- LPD 17 SAN ANTONIO
- LPD 19 MESA VERDE
- LPD 13 NASHVILLE
- LPD 15 PONCE

#### Атомні ПЧ
- SSN 699 JACKSONVILLE
- SSN 714 NORFOLK
- SSN 723 OKLAHOMA CITY
- SSN 750 NEWPORT NEWS
- SSN 753 ALBANY
- SSN 756 SCRANTON
- SSN 764 BOISE
- SSN 765 MONTPELIER

### Гротон
Атомні ПЧ:
- SSN 690 PHILADELPHIA
- SSN 691 MEMPHIS
- SSN 700 DALLAS
- SSN 706 ALBUQUERQUE
- SSN 719 PROVIDENCE
- SSN 720 PITTSBURGH
- SSN 751 SAN JUAN
- SSN 755 MIAMI
- SSN 757 ALEXANDRIA
- SSN 760 ANNAPOLIS
- SSN 761 SPRINGFIELD
- SSN 768 HARTFORD
- SSN 769 TOLEDO
- SSN 774 VIRGINIA
- SSN 775 TEXAS

### Літл-Крік

#### Десантні суда
- LSD 41 WHIDBEY ISLAND
- LSD 43 FORT MCHENRY
- LSD 44 GUNSTON HALL
- LSD 48 ASHLAND
- LSD 50 CARTER HALL
- LSD 51 OAK HILL

#### Патрульні кораблі
- PC 3 HURRICANE
- PC 7 SQUALL
- PC 11 WHIRLWIND
- PC 12 THUNDERBOLT

### Кінгс-Бей
- SSBN 732 ALASKA
- SSBN 734 TENNESSEE
- SSBN 736 WEST VIRGINIA
- SSBN 738 MARYLAND
- SSBN 740 RHODE ISLAND
- SSBN 742 WYOMING
- SSGN 726
- SSGN 728 FLORIDA
- SSGN 729 GEORGIA